# Hermann Coßmann (Beamter)
Hermann Josef Coßmann (auch Cossmann; * 7. April 1874 in Opladen bei Solingen; † 26. Mai 1945 in Bedburdyck) war ein deutscher Jurist und Ministerialbeamter.

## Leben
Hermann Coßmann studierte Rechts- und Staatswissenschaften in Heidelberg, Berlin und Straßburg.
Er trat 1895 im elsaß-lothringischen Justiz- und Verwaltungsdienst ein. 1903 kam er in den Kommunaldienst bei der Stadtverwaltung Colmar und Straßburg. 1912 wurde er Regierungsrat und war von 1914 bis 1918 gewählter Bürgermeister von Mülhausen. Er war damit der letzte deutsche Bürgermeister von Mühlhausen. Mit dem Beginn des Ersten Weltkriegs wurde er ab 1914 in Frankreich interniert, kehrte im Juli 1918 in sein Amt als Bürgermeister zurück und wurde aber im November 1918 abgesetzt.
1919 trat er in den preußischen Staatsdienst ein und wurde Anfang August 1919 stellvertretender Regierungspräsident des Regierungsbezirks Wiesbaden mit Sitz in Frankfurt am Main. Auch der Regierungspräsident Wilhelm Momm war zeitgleich mit Coßmann ernannt worden. Coßmann blieb bis 1920 Vertreter des Regierungspräsidenten und ging danach an das Oberpräsidium Hessen-Nassau. 1921 wurde er Oberregierungsrat, war ab 1922 Vizepräsident des Regierungsbezirks Merseburg (Regierungspräsident Karl Bergemann) und ab 1925 des Regierungsbezirks Düsseldorf (auch unter dem Regierungspräsident Karl Bergemann). Am 17. September 1925 führte er den neu gewählten Bürgermeister von Uerdingen, Wilhelm Warsch, in sein Amt ein. Ab 1927 war er Ministerialdirektor und Stellvertretender Bevollmächtigter Preußens zum Reichsrat. 1933 wurde er in den einstweiligen Ruhestand versetzt.

## Veröffentlichungen (Auswahl)
- Die öffentliche und private Fürsorge in Elsaß-Lothringen. In: Verfassung und Verwaltung von Elsass-Lothringen 1871–1918, Verlag für Sozialpolitik, 1937.
- Das Fürsorgewesen in Elsaß-Lothringen. In: Zeitschrift für öffentliches Recht, Band 22, 1942.